# Hatrize
Hatrize és un municipi francès situat al departament de Meurthe i Mosel·la i a la regió del Gran Est. L'any 2007 tenia 734 habitants.

## Demografia

### Població
El 2007 la població de fet de Hatrize era de 734 persones. Hi havia 302 famílies, de les quals 72 eren unipersonals (24 homes vivint sols i 48 dones vivint soles), 99 parelles sense fills, 111 parelles amb fills i 20 famílies monoparentals amb fills.
La població ha evolucionat segons el següent gràfic:
Habitants censats

### Habitatges
El 2007 hi havia 333 habitatges, 301 eren l'habitatge principal de la família, 2 eren segones residències i 30 estaven desocupats. 277 eren cases i 55 eren apartaments. Dels 301 habitatges principals, 240 estaven ocupats pels seus propietaris, 45 estaven llogats i ocupats pels llogaters i 16 estaven cedits a títol gratuït; 1 tenia una cambra, 8 en tenien dues, 48 en tenien tres, 71 en tenien quatre i 173 en tenien cinc o més. 222 habitatges disposaven pel capbaix d'una plaça de pàrquing. A 116 habitatges hi havia un automòbil i a 153 n'hi havia dos o més.

### Piràmide de població
La piràmide de població per edats i sexe el 2009 era:
| Homes | Edats   | Dones |
| ----- | ------- | ----- |
| 0     | 95 o +  | 8     |
| 0     | 90 a 94 | 0     |
| 0     | 85 a 89 | 4     |
| 4     | 80 a 84 | 8     |
| 8     | 75 a 79 | 12    |
| 28    | 70 a 74 | 32    |
| 20    | 65 a 69 | 32    |
| 12    | 60 a 64 | 4     |
| 24    | 55 a 59 | 12    |
| 20    | 50 a 54 | 12    |
| 12    | 45 a 49 | 4     |
| 44    | 40 a 44 | 40    |
| 24    | 35 a 39 | 48    |
| 24    | 30 a 34 | 20    |
| 16    | 25 a 29 | 16    |
| 24    | 20 a 24 | 4     |
| 20    | 15 a 19 | 20    |
| 40    | 10 a 14 | 20    |
| 12    | 5 a 9   | 24    |
| 16    | 0 a 4   | 12    |

## Economia
El 2007 la població en edat de treballar era de 497 persones, 359 eren actives i 138 eren inactives. De les 359 persones actives 329 estaven ocupades (177 homes i 152 dones) i 30 estaven aturades (13 homes i 17 dones). De les 138 persones inactives 47 estaven jubilades, 47 estaven estudiant i 44 estaven classificades com a «altres inactius».

### Ingressos
El 2009 a Hatrize hi havia 302 unitats fiscals que integraven 736 persones, la mediana anual d'ingressos fiscals per persona era de 18.573 €.

### Activitats econòmiques
Dels 24 establiments que hi havia el 2007, 1 era d'una empresa extractiva, 1 d'una empresa de fabricació de material elèctric, 1 d'una empresa de fabricació d'altres productes industrials, 4 d'empreses de construcció, 6 d'empreses de comerç i reparació d'automòbils, 2 d'empreses de transport, 2 d'empreses financeres, 3 d'empreses de serveis i 4 d'empreses classificades com a «altres activitats de serveis».
Dels 5 establiments de servei als particulars que hi havia el 2009, 1 era un taller de reparació d'automòbils i de material agrícola, 1 paleta, 2 guixaires pintors i 1 perruqueria.
L'únic establiment comercial que hi havia el 2009 era una botiga de menys de 120 m².
L'any 2000 a Hatrize hi havia 5 explotacions agrícoles.

## Equipaments sanitaris i escolars
El 2009 hi havia 1 escola maternal integrada dins d'un grup escolar amb les comunes properes formant una escola dispersa i 1 escola elemental integrada dins d'un grup escolar amb les comunes properes formant una escola dispersa.

## Poblacions més properes
El següent diagrama mostra les poblacions més properes.